# Malý Zvon
Malý Zvon je vrchol v Českém lese a na jeho východním svahu se na katastrální území Pleš poblíž obce Bělá nad Radbuzou v okrese Domažlice nachází stejnojmenná přírodní rezervace.

## Vrchol
Vrchol se nachází v nadmořské výšce 847 metrů v geomorfologickém celku Český les, podcelku Čerchovský les, okrsku Nemanická vrchovina, podokrsku Plešská hornatina a její části Velkozvonský hřbet.

## Přírodní rezervace
Přírodní rezervace se nachází ve východním svahu stejnojmenného vrchu, samotný vrchol se nachází mimo území rezervace.
Předmětem ochrany je fragment autochtonních bučin pohraničních hvozdů Českého lesa, které jsou významným prvkem regionálního územního systému ekologické stability a ochrany typických rostlinných a živočišných společenstev vázaných na přirozené horské lesy. Oblast spravuje AOPK ČR Správa CHKO Český les.

## Přírodní poměry
Rezervace se nachází na území CHKO Český les v geomorfologickém celku Český les.
Rozkládá se v západní části geologické oblasti moldanubika. Horninové podloží tvoří metamorfované horniny pararuly až migmatity.

### Flora a fauna
Celé území rezervace je porostlé lesem, ve kterém převládají acidofilní bučiny, které tvoří 90 % zastoupení skladby lesa. Dominuje buk lesní (Fagus sylvatica), podružně javor klen (Acer pseudoplatanus) a smrk ztepilý (Picea abies). Menší rozsah lesa, asi 10 %, tvoří suťové lesy. Již od druhé třetiny 12. století byl hraniční les chráněn proti kácení. Největší zásahy do lesů souvisely se zakládáním sídel. Nejprve bylo dřevo využíváno velmi sporadicky pouze obyvateli pro jejich potřebu a pálení dřevěného uhlí. Zejména v druhé polovině 17. století velký objem dřeva využíval sklářský průmysl pro výrobu potaše.
V podrostu lesa roste řada rostlin vyžadujících pozornost. Patří mezi ně čarovník alpský (Circaea alpina), mokrýš vstřícnolistý (Chrysosplenium oppositifolium) a rozrazil horský (Veronica Montana). Z ohrožených druhů rostlin roste v rezervaci árón plamatý (Arum maculatum).
Z hlediska výskytu živočichů nebylo území dosud systematicky zkoumáno. Informace pochází pouze z nahodilých pozorování během kontrolních návštěv. Ze silně ohrožených druhů živočichů zde žije holub doupňák (Columba oenas), z ohrožených ropucha obecná (Bufo bufo).